# Fußball-Weltmeisterschaft der Frauen 2015/Südkorea
Dieser Artikel behandelt die südkoreanische Fußballnationalmannschaft der Frauen bei der Fußball-Weltmeisterschaft der Frauen 2015 in Kanada. Südkorea nahm zum zweiten Mal an der WM-Endrunde teil. Die Mannschaft qualifizierte sich als Vierter der Asienmeisterschaft 2014.

## Qualifikation
Südkorea musste sich für die Asienmeisterschaft nicht qualifizieren, sondern war wie Australien, China und Japan gesetzt und profitierte dabei von der Sperre der Nordkoreanerinnen wegen der Dopingvergehen bei der letzten WM.

### Gruppenphase
| Pl. | Land                | Sp. | S | U | N | Tore    | Diff. | Punkte |
| --- | ------------------- | --- | - | - | - | ------- | ----- | ------ |
| 1.  | Südkorea            | 3   | 2 | 1 | 0 | 016:000 | +16   | 07     |
| 2.  | Volksrepublik China | 3   | 2 | 1 | 0 | 010:000 | +10   | 07     |
| 3.  | Thailand            | 3   | 1 | 0 | 2 | 002:120 | −10   | 03     |
| 4.  | Myanmar             | 3   | 0 | 0 | 3 | 001:170 | −16   | 0      |

| 15. Mai 2014 in Ho-Chi-Minh-Stadt |   |          |            | |
| Myanmar                           | – | Südkorea | 0:12 (0:7) | Ji (4.), Park E.-s. (17., 43.), Park H.-y. (33.), Jeon (36./Elfmeter, 40., 63.), Cho (45+3., 61., 82.), Kwon (58.), Yeo (76.) |
| 17. Mai 2014 in Ho-Chi-Minh-Stadt |   |          |            | |
| Südkorea                          | – | Thailand | 4:0 (2:0)  | Ji (11.), Park E.-s. (12., 47., 84.)                                                                                          |
| 19. Mai 2014 in Ho-Chi-Minh-Stadt |   |          |            | |
| China                             | – | Südkorea | 0:0        | |

Bereits durch den ersten Platz in der Gruppe war Südkorea für die WM qualifiziert. Vorrundengegner Thailand qualifizierte sich durch das Spiel um Platz 5 gegen Gastgeber Vietnam ebenfalls für die WM und nimmt zum ersten Mal teil.

### Halbfinale
| 22. Mai 2014 | Südkorea | – | Australien | 1:2 (0:0) | Park E.-s. (53./Elfmeter) |

### Spiel um Platz 3
| 25. Mai 2014 | Volksrepublik China | – | Südkorea | 2:1 (1:0) | Yoo (80.) |

Insgesamt setzte Trainer Yoon Deok-yeo 20 Spielerinnen ein, von denen nur acht in allen fünf Spielen zum Einsatz kamen. Beste Torschützin mit sechs Toren war Park Eun-sun, die damit zusammen mit der Chinesin Yang Li Torschützenkönigin des Turniers war.

## Vorbereitung
Nach der Asienmeisterschaft nahm Südkorea auch an den Asienspielen teil und bestritt die Qualifikation für die Ostasienmeisterschaft:
- 14. September 2014 in Incheon gegen WM-Teilnehmer Thailand: 5:0 (2:0)
- 17. September 2014 in Incheon gegen Indien: 10:0 (5:0)
- 21. September 2014 in	Incheon gegen die Malediven: 13:0 (5:0)
- 26. September 2014 Viertelfinale in Incheon gegen die Republik China: 1:0 (0:0)
- 29. September 2014 Halbfinale in Incheon gegen Nordkorea: 1:2 (1:1)
- 1. Oktober 2014 Spiel um Platz 3 in Incheon gegen Vietnam: 3:0 (0:0)
- 12. November 2014 Qualifikation für die Ostasienmeisterschaft in Hsinchu gegen Guam: 15:0 (5:0)
- 15. November 2014 Qualifikation für die Ostasienmeisterschaft in Hsinchu gegen Hongkong: 9:0 (7:0)
- 18. November 2014 Qualifikation für die Ostasienmeisterschaft in Taipeh gegen die Republik China: 2:0 (1:0)

Im Januar 2015 nahm Südkorea am Vier-Nationen-Turnier mit drei weiteren WM-Teilnehmern in Shenzhen (Volksrepublik China) teil:
- 11. Januar 2015 gegen Kanada 1:2 (1:0)
- 13. Januar 2015 gegen China 3:2 (1:2)
- 15. Januar 2015 gegen Mexiko 2:1 (1:0)

Im März 2015 nahm die Mannschaft wieder am traditionellen Zypern-Cup teil und traf dabei auf WM-Gastgeber Kanada (0:1 am 6. März) sowie die in den europäischen Playoff-Spielen gescheiterten Mannschaften aus Italien (1:2 am 4. März) und Schottland (1:2 am 9. März). Als schlechtester Gruppenvierter der beiden stärker besetzten Gruppen trafen die Südkoreanerinnen am 11. März im Spiel um Platz 11 auf den Vierten der Gruppe C, die Belgierinnen, gegen die sie zuvor noch nie gespielt hatten. Nachdem das Spiel nach 90 Minuten 1:1 gestanden hatte, wurde das Elfmeterschießen mit 5:3 gewonnen.
Am 5. und 8. April spielte Südkorea in Incheon bzw. Daejeon gegen Russland und gewann mit 1:0 bzw. 2:0. Am 1. Mai wurde ein vorläufiger Kader mit 26 Spielerinnen benannt, der vom  8. bis 15. Mai zu einem Trainingslager zusammenkommt und dann auf 23 Spielerinnen reduziert wird, der zu einem Trainingslager in den USA ab dem 20. Mai fliegen wird. Nach einem  Testspiel am 30. Mai 2015 in Harrison, USA gegen WM-Teilnehmer USA wird die Mannschaft am 4. Juni nach Kanada reisen.

## Die Mannschaft

### Aufgebot
Am 1. Mai 2015 wurde der vorläufige Kader benannt.
Der endgültige Kader von 23 Spielerinnen (davon drei Torhüterinnen) musste dem FIFA-Generalsekretariat spätestens zehn Werktage vor dem Eröffnungsspiel mitgeteilt werden. Lediglich Kim Jeong-mi und Park Eun-sun nahmen bereits an einer WM-Endrunde teil und kamen 2003 als 18- bzw. 16-jährige bei der zuvor einzigen WM-Teilnahme Südkoreas zu drei Einsätzen.
| Nr.            | Spielerin                | Geburts- datum | Verein                | Länder- spiele | Länder- spieltore | WM 2015 | WM 2015 | WM 2015      | WM 2015          | WM 2015     | WM 2015 |
| Nr.            | Spielerin                | Geburts- datum | Verein                | Länder- spiele | Länder- spieltore | Sp.     | Tore    | Gelbe Karten | Gelb-Rote Karten | Rote Karten |         |
| Tor            | Tor                      | Tor            | Tor                   | Tor            | Tor               | Tor     | Tor     | Tor          | Tor              | Tor         |         |
| -------------- | ------------------------ | -------------- | --------------------- | -------------- | ----------------- | ------- | ------- | ------------ | ---------------- | ----------- | ------- |
| 18             | Kim Jeong-mi (김정미)    | 16.10.1984     | Incheon Hyundai Steel | 094            | 0                 | 4       | 0       | 0            | 0                | 0           |         |
| 21             | Yoon Yeong-geul (윤영글) | 28.10.1987     | Suwon FMC             | 001            | 0                 | 0       | 0       | 0            | 0                | 0           |         |
| 1              | Jeon Min-kyung (전민경)  | 16.01.1985     | Icheon Daekyo         | 045            | 0                 | 0       | 0       | 0            | 0                | 0           |         |
| Abwehr         |                          |                |                       |                |                   |         |         |              |                  |             |         |
| 5              | Kim Do-yeon (김도연)     | 07.12.1988     | Incheon Hyundai Steel | 063            | 01                | 2       | 0       | 0            | 0                | 0           |         |
| 19             | Kim Soo-yun (김수연)     | 30.08.1989     | Hwacheon KSPO         | 046            | 10                | 2       | 1       | 0            | 0                | 0           |         |
| 20             | Kim Hye-ri (김혜리)      | 25.06.1990     | Incheon Hyundai Steel | 049            | 01                | 3       | 0       | 1            | 0                | 0           |         |
| 14             | Song Suran (송수란)      | 07.09.1990     | Daejeon Sportstoto    | 020            | 01                | 0       | 0       | 0            | 0                | 0           |         |
| 17             | Kim Hye-yeong            | 26.02.1995     | Icheon Daekyo         | 007            | 01                | 0       | 0       | 0            | 0                | 0           |         |
| 4              | Shim Seo-yeon (심서연)   | 15.04.1989     | Icheon Daekyo         | 053            | 02                | 4       | 0       | 0            | 0                | 0           |         |
| 2              | Lee Eun-mi (이은미)      | 18.08.1988     | Icheon Daekyo         | 064            | 12                | 4       | 0       | 1            | 0                | 0           |         |
| 3              | Lim Seon-joo (임선주)    | 27.11.1990     | Incheon Hyundai Steel | 045            | 02                | 1       | 0       | 0            | 0                | 0           |         |
| 6              | Hwang Bo-ram (황보람)    | 06.10.1987     | Icheon Daekyo         | 035            | 0                 | 2       | 0       | 2            | 0                | 0           |         |
| Mittelfeld     |                          |                |                       |                |                   |         |         |              |                  |             |         |
| 16             | Kang Yu-mi (강유미)      | 05.10.1991     | Hwacheon KSPO         | 007            | 0                 | 4       | 0       | 0            | 0                | 0           |         |
| 13             | Kwon Hah-nul (권하늘)    | 07.03.1988     | Busan Sangmu          | 098            | 15                | 4       | 0       | 0            | 0                | 0           |         |
| 15             | Park Hee-young (박희영)  | 21.03.1991     | Daejeon Sportstoto    | 041            | 08                | 2       | 0       | 0            | 0                | 0           |         |
| 23             | Lee Geum-min (이금민)    | 07.04.1994     | Seoul City            | 009            | 01                | 2       | 0       | 2            | 0                | 0           |         |
| 22             | Lee So-dam (이소담)      | 12.10.1994     | Daejeon Sportstoto    | 020            | 01                | 2       | 0       | 0            | 0                | 0           |         |
| 7              | Jeon Ga-eul (전가을)     | 14.09.1988     | Incheon Hyundai Steel | 072            | 33                | 4       | 1       | 0            | 0                | 0           |         |
| 8              | Cho So-hyun (조소현)     | 24.06.1988     | Incheon Hyundai Steel | 083            | 09                | 4       | 1       | 1            | 0                | 0           |         |
| Angriff        |                          |                |                       |                |                   |         |         |              |                  |             |         |
| 9              | Park Eun-sun (박은선)    | 25.12.1986     | FK Rossijanka         | 035            | 18                | 2       | 0       | 0            | 0                | 0           |         |
| 12             | Yoo Young-a (유영아)     | 15.04.1988     | Incheon Hyundai Steel | 068            | 28                | 4       | 0       | 0            | 0                | 0           |         |
| 11             | Jung Seol-bin (정설빈)   | 06.01.1990     | Incheon Hyundai Steel | 043            | 11                | 2       | 0       | 0            | 0                | 0           |         |
| 10             | Ji So-yun (지소연)       | 21.02.1991     | Chelsea LFC           | 078            | 39                | 3       | 1       | 0            | 0                | 0           |         |
| Trainerstab    |                          |                |                       |                |                   |         |         |              |                  |             |         |
| Cheftrainer    | Yoon Duk-yeo (윤덕여)    | 25.03.1961     | KFA                   | 031            | 0                 | 4       | 0       | 0            | 0                | 0           |         |
| Trainer        | Jong Song-chon           | 30.05.1971     |                       |                |                   | 4       | 0       | 0            | 0                | 0           |         |
| Trainer        | Kim Eun-jung             | 07.08.1980     |                       |                |                   | 4       | 0       | 0            | 0                | 0           |         |
| Torwarttrainer | Kim Bum-soo              | 29.08.1968     |                       |                |                   | 4       | 0       | 0            | 0                | 0           |         |

Anmerkungen: 
1. ↑  Nummern und Positionen gemäß der Kaderliste (Memento des Originals vom 30. Mai 2017 im Internet Archive)  Info: Der Archivlink wurde automatisch eingesetzt und noch nicht geprüft. Bitte prüfe Original- und Archivlink gemäß Anleitung und entferne dann diesen Hinweis. vom 15. Mai 2015
2. 1 2 3  Stand: 17. Juni 2015
3. ↑  In der Kaderliste wurde zunächst Shin Dam-yeong mit der Nummer 17 aufgeführt.
4. ↑  Als Spieler für Südkorea

### Nicht berücksichtigte Spielerinnen
| Spielerin             | Geburts- datum | Verein             | Länder- spiele | Länder- spieltore |
| Tor                   | Tor            | Tor                | Tor            | Tor               |
| --------------------- | -------------- | ------------------ | -------------- | ----------------- |
| Yun-Sa-rang (윤사랑)  | 31.08.1989     | Hwacheon KSPO      | 000            | 0                 |
| Mittelfeld            |                |                    |                |                   |
| Lee Young-ju (이영주) | 22.04.1992     | Busan Sangmu       | 012            | 0                 |
| Angriff               |                |                    |                |                   |
| Yeo Min-ji (여민지)   | 27.04.1993     | Daejeon Sportstoto | 028            | 11                |

1. 1 2 3  Stand: 1. Mai 2015

## Spiele bei der Weltmeisterschaft
Bei der Auslosung der Gruppen waren die Südkoreanerinnen nicht gesetzt und wurden der Gruppe E mit Südamerikameister Brasilien zugelost. Als weitere Gegner wurden die WM-Neulinge Costa Rica und Spanien zugelost. Südkorea hatte vor der WM nur drei Spiele gegen Brasilien bestritten, von denen eins gewonnen wurde und zwei verloren. Gegen die beiden anderen Mannschaften hatte Südkorea noch nie gespielt. Südkorea und Spanien hatten die geringste Distanz zwischen den beiden Vorrundenspielorten zu bewältigen. Zwischen beiden Stadien liegen nur ca. 200 km.
Südkorea verlor trotz einer couragierten Leistung im ersten Spiel gegen Brasilien mit 0:2, wobei die Brasilianerin Marta durch einen verwandelten Foulelfmeter ihr 15. WM-Tor erzielte und damit alleinige WM-Rekordtorschützin wurde. Auch ihr erstes WM-Tor hatte Marta 2003 durch einen Elfmeter gegen Südkorea erzielt. Im zweiten Spiel gegen Costa Rica gerieten die Asiatinnen früh in Rückstand, konnten diesen aber schnell ausgleichen und in eine Führung ummünzen. Diese hielt bis zur 89. Minute, dann gelang Costa Rica noch der Ausgleich. Auch gegen Spanien gerieten sie in Rückstand, konnten in der zweiten Halbzeit aber das Spiel noch drehen und mit 2:1 ihren ersten Sieg in einem WM-Spiel feiern. Als Gruppenzweiter traf Südkorea am 21. Juni 2015 in Montreal auf Frankreich, den Gruppensieger der Gruppe F. Beide trafen zuvor erst einmal aufeinander, 2003 bei ihrer ersten WM-Teilnahme und Südkorea verlor mit 0:1. Und auch diesmal konnten die Asiatinnen nicht gewinnen. Schon früh gerieten sie mit zwei Toren in Rückstand und konnten selber keine Torchancen herausarbeiten. Mit 0:3 fiel die Niederlage dann zwei Tore höher als beim ersten Mal aus.
| Pl. | Land       | Sp. | S | U | N | Tore    | Diff. | Punkte |
| --- | ---------- | --- | - | - | - | ------- | ----- | ------ |
| 1.  | Brasilien  | 3   | 3 | 0 | 0 | 004:000 | +4    | 09     |
| 2.  | Südkorea   | 3   | 1 | 1 | 1 | 004:500 | −1    | 04     |
| 3.  | Costa Rica | 3   | 0 | 2 | 1 | 003:400 | −1    | 02     |
| 4.  | Spanien    | 3   | 0 | 1 | 2 | 002:400 | −2    | 01     |

| Di., 9. Juni 2015, in Montreal  |   |            |           |
| Brasilien                       | – | Südkorea   | 2:0 (1:0) |
| Sa., 13. Juni 2015, in Montreal |   |            |           |
| Südkorea                        | – | Costa Rica | 2:2 (1:1) |
| Mi., 17. Juni 2015, in Ottawa   |   |            |           |
| Südkorea                        | – | Spanien    | 2:1 (0:1) |

### K.-o.-Runde
| So., 21. Juni 2015, in Montreal |   |          |           |
| Frankreich                      | – | Südkorea | 3:0 (2:0) |